# Торик, Борис Яковлевич
Торик, Борис Яковлевич  (26 мая 1932, Мариинск, Западно-Сибирский край — 9 октября 2015, Омск) — театральный художник (сценограф), оперный певец, Заслуженный деятель искусств Башкирской АССР. .

## Биография
Борис Торик родился 26 мая 1932 года в семье Матрёны Фоминичны Нероновой и Якова Степановича Торика в городе Мариинске Кемеровской области. 
В 1939 году переехал с родителями в Новосибирск. 
После школы-семилетки в 1948 году поступил учеником декорационного цеха в Новосибирский театр оперы и балета. Позже стал художником-исполнителем, создавая костюмы к спектаклям (балет Ц. Пуни «Эсмеральда», опера Ю. Мейтуса «Молодая гвардия»).
В 1950 году поступил в Новосибирское музыкальное училище. Его преподавателем был В. Арканов. Талантливого подростка заметил профессор Евгений Ольховский, декан вокального факультета Ленинградской государственной консерватории, в которой Торик и продолжил обучение. На четвёртом курсе его пригласили в состав труппы Новосибирского театра оперы и балета, поэтому продолжил учёбу в Новосибирской государственной консерватории.
С 1961 года – солист оперы в Пермском государственном театре оперы и балета.
С 1962 года – ведущий солист Башкирского государственного театра оперы и балета.
В 1965 году стал первым заместителем председателя правления Башкирского отделения Всероссийского театрального общества. По его инициативе в 1967 году была установлена первая мемориальная доска в память о Ф. Шаляпине в Уфе, на месте которой впоследствии был установлен памятник.
Параллельно певческой карьере и общественной работе Торик много трудился в качестве сценографа, создавая эскизы декораций и костюмов к спектаклям в различных театрах Уфы, оформляя сценические площадки правительственных концертов и городских зрелищных мероприятий. Долгое время дружил и сотрудничал с балетмейстером, основателем Башкирского ансамбля народного танца Файзи Гаскаровым, который впоследствии высоко отзывался о его творчестве: «Костюмы, созданные Борисом Ториком, запечатлены в книгах, фильмах, документах. По ним сейчас учатся».
Публиковал свои графические работы (в основном – портреты деятелей культуры и искусства) в республиканских печатных СМИ.
В 1983 году завершил карьеру певца и стал главным художником Дома техники компании «Башнефть».
В 1986 года стал главным художником Орловского драматического театра. Также оформлял спектакли в других городах (Барнаул, Нижний Новгород и др.).
В том же году принял приглашение от Омского музыкального театра на пост главного художника. Работал в этой должности до 1992 года. По воспоминаниям современников, декорации и костюмы художника публика принимала с восторгом. Так, со слов искусствоведа В. Чиркова, на премьере музыкальной драмы Е. Птичкина «Я пришёл дать вам волю» по В. Шукшину в начале спектакля зал взорвался аплодисментами, едва раскрылся занавес: рукоплескали художнику.
В 1991 году свой первый сезон Уфимский Театр юного зрителя открыл спектаклем «Идукай и Мурадым» с декорациями Бориса Торика. , , 
В 1992 году Торик некоторое время работал главным художником в Омском театре Галёрка. Затем переехал в Уфу, где жил до 1995 года, осуществляя сценографию в разных театрах.
В 1995 году Торик вернулся в Омск. В 1997 году стал главным художником концертно-спортивного объединения «Сибирь» («Дом Дружбы»). С 1998 года начал преподавать на кафедре режиссуры факультета культуры и искусства в Омском государственном университете им. Ф. М. Достоевского в должности доцента, а в 2003 – 2015 году – в должности профессора.
Настоящим увлечением Торика был рисунок. За свою жизнь он создал тысячи графических работ в разных жанрах. Особенно его увлекало изображение городских пейзажей и портретные наброски артистов омских театров в сценических образах. В 2005 году Омское отделение Союза театральных деятелей напечатало набор открыток с графическими портретами «Театральный Омск Бориса Торика». Сайт омского отделения СТД оформлен с использованием графики Торика, о чём указано на главной странице. 
За свою жизнь исполнил более 60 оперных партий в качестве певца, оформил более 100 спектаклей как сценограф в театрах России, Башкирии, Казахстана.
Умер 9 октября 2015 года, похоронен в городе Омске.

## Роли в театре
- Мефистофель в опере Ш. Гуно «Фауст»;
- Мельник в опере А. С. Даргомыжского «Русалка»;
- Король Филипп II в опере Дж. Верди «Дон Карлос»;
- Дон Базилио в опере Дж. Россини «Сивильский цирюльник»;
- Гремин в опере П. И. Чайковского «Евгений Онегин»;
- Монтанелли в опере А. Спадавеккиа «Овод»;
- Вожак в опере А. Н. Холминова «Оптимистическая трагедия»;
- Галицкий и  Кончак в опере А. П. Бородина «Князь Игорь»;
- Собакин и Малюта в опере Н. А. Римского-Корсакова «Царская невеста»;
- Сторожев в опере Т. Н. Хренникова «В бурю»;
- Рамфис и царь в опере Дж. Верди «Аида»;
- Спарафучилле в опере Дж. Верди «Риголетто»;
- Варлаам в опере М. П. Мусоргского «Борис Годунов»;
- Феррандо в опере Дж. Верди Трубадур»

## Выставки
- VIII областная художественная выставка, Новосибирск (1952 год)[7]
- IХ областная художественная выставка, Новосибирск (1955 год)[8]
- Выставка «Театральные художники Новосибирска», Москва (1959 год)[9]
- Выставка произведений художников Башкирии в рамках Декады башкирской литературы и искусства, Ленинград (1969 год)[10]
- Всесоюзная выставка художников театра кукол, Москва (1972 год)[11]
- IV Зональная выставка «Урал социалистический», Свердловск (1974 год)[12]
- Персональная выставка в Союзе Художников, Уфа (1975 год)
- Всероссийская художественная выставка «По родной стране», Москва (1981 год)[13]
- Персональная выставка в Союзе Художников, Уфа (1982 год)
- Персональная выставка в Омском музее им. М. Врубеля, Омск (1998 год). Выставка также экспонировалась в Омском Доме актёра и в галереях Таврического и Марьяновского районов Омской области
- Выставка графических работ «Чёрным по белому», Омск (2000 год)
- Выставка портретов актёров Омского драмтеатра к Международному Дню театра, Омск (2000 год)
- Персональная выставка в музее «Либеров-центр», Омск (2002 год)
- Персональная выставка «Театральный портрет» в музей К. Белова, Омск (2004 год)
- Персональная выставка в Доме актёра, Омск (2007 год)
- Выставка графических работ «Старый Омск» в литературном музее им. Ф.М. Достоевского, Омск (2008 год)
- Персональная выставка в музее «Либеров-центр», Омск (2008 год)[14]
- Персональная выставка в Доме актёра, Омск (2014 год)[15]
- Выставка памяти Бориса Торика «С одним мольбертом на двоих…» в Доме актёра, Омск (2016 год)[16], [17]
- Памятная выставка «Служение театру» к 90-летию со дня рождения Бориса Торика в музее «Либеров-центр», Омск (2022 год)[18], [19]

и др.

## Признание и награды
- Диплом I степени Всероссийского смотра оперных театров, посвящённого 100-летию В. И. Ленина (1967 год)
- Почётный диплом Всероссийского смотра ансамблей народного танца за создание костюмов в Башкирском государственном ансамбле народного танца (1978 год)
- Заслуженный деятель искусств Башкирской АССР (1981 год)

## Семья
- Первая жена – Надежда Торик, артистка балета.
  - Сын – Александр Торик
- Внебрачная дочь – Анастасия Торик.
- Вторая жена – Татьяна Фомина, театральный реквизитор.
  - Дочь – Алевтина Торик, художник-сценограф.
- Третья жена – Дилара Торик-Хурматова, художник.